# جورجي مرباشفيلي
جورجي مرباشفيلي (15 أغسطس 1986 بتبليسي في جورجيا - ) هو لاعب كرة قدم جورجي في مركز الوسط. شارك مع منتخب جورجيا تحت 21 سنة لكرة القدم ومنتخب جورجيا لكرة القدم. أما مع النوادي، فقد لعب مع ليفادياكوس ونادي دينامو تبليسي ونادي فويفودينا وVeria F.C. ‏ وأوفي كريت.

## وصلات خارجية
- جورجي مرباشفيلي على موقع الاتحاد الدولي (مؤرشف)  (الإنجليزية)
- جورجي مرباشفيلي على موقع الاتحاد الأوربي (الإنجليزية)
- جورجي مرباشفيلي على موقع قاعدة بيانات كرة القدم.إي يو (الإنجليزية)
- جورجي مرباشفيلي على موقع ناشيونال فوتبول تيمز (الإنجليزية)
- جورجي مرباشفيلي على موقع Soccerway.com (الإنجليزية)